# Chrysina optima
Chrysina optima är en skalbaggsart som beskrevs av Bates 1888. Chrysina optima ingår i släktet Chrysina och familjen Rutelidae. Inga underarter finns listade i Catalogue of Life.